# تجمع بدو الخنط (غيل بن يمين)
'

تعديل مصدري - تعديل

تجمع بدو الخنط هي إحدى قرى عزلة غيل بن يمين بمديرية غيل بن يمين التابعة لمحافظة حضرموت، بلغ تعداد سكانها 19 نسمة حسب تعداد اليمن لعام 2004.